# Szomszédok (negyedik évad)
A Szomszédok című teleregény-sorozat 4. évadát 1990. január 11. és december 27. között sugározta a Magyar Televízió. Az évad 26 epizódból állt, mivel az egyes részek kéthetente követték egymást végig az egész év folyamán. A teljes sorozat alatt az epizódok sorszámozása (címe) folytatólagos, így a 4. évad első epizódja a "71. fejezet" címet viseli, az utolsó címe pedig "96. fejezet". Ennek az évadnak az első epizódjától a főcím már nem tartalmazza a főszereplők neveit.
A történet során továbbra is a Vágási-, Takács- és Mágenheim-család élete állt a középpontban, sok fontos mellékszereplővel kiegészítve.

## Alkotók
- Rendezők: Bujtás János, Horváth Ádám

## Szereplők

### Főszereplők
- Vágási Ferenc, nyomdász – Nemcsák Károly
- Vágásiné Szőllősy Judit, tanárnő – Ivancsics Ilona
- Takács István (Taki bácsi), nyugdíjas sofőr – Zenthe Ferenc
- Takácsné Lenke néni – Komlós Juci
- Niski Alma, stewardess, Takácsék unokája – Fehér Anna
- dr. Mágenheim Ádám, mentőorvos – Kulka János
- dr. Mágenheimné Szikszay Júlia, kozmetikus – Frajt Edit
- Mágenheim Julcsi, Mágenheimék lánya – Ábel Anita
- Szikszay Etus, keramikus, Mágenheimné anyja – Csűrös Karola
- Szelényi János, erdőmérnök, Alma férje – Trokán Péter

### Főbb mellékszereplők
- Gábor Gábor, vállalkozó, Mágenheimné főnöke – Koltai János
- Sümeghy Oszkár, nyugdíjas operaénekes – Palócz László
- Böhm József, gondnok – Máriáss József

### Egyéb mellékszereplők
Lásd még: A Szomszédok mellékszereplőinek listája
Vágásiék ismerősei:
- Báthori Béla bácsi, tanár, Vágási Jutka kollégája – Both Béla
- Hável Imre, iskolaigazgató, Jutka főnöke – Kiss Gábor
- Ottlakán Géza, Vágási kollégája – Horváth Sándor
- Vilma, tanárnő, Jutka kolléganője – Gór Nagy Mária
- Nagy Csaba, tanár, Jutka kollégája – Böröndi Tamás
- Kenéz elvtárs, nyomdász, Feri főnöke – Bodor Tibor
- dr. Szőllősyné Zsuzsa, Jutka anyja – Bánki Zsuzsa
- Janka néni, Jutka nagynénje – Pásztor Erzsi
- Bujáki – Kertész Péter
- Ági, nyomdász, Feri volt kollégája – Naszladi Éva
- Garami Dezső, újságíró, Feri barátja – Gáspár Tibor
- nyomozó – Tolnai Miklós
- Vágási Margit, Feri anyja – Hacser Józsa

Mágenheimék ismerősei:
- Mara, fodrász, Juli kolléganője – Málnai Zsuzsa
- Józsi, zöldséges, Etus ismerőse – Szabó Ottó
- Faragó Hermin, a Gábor-Juli szalon vendége – Faragó Vera
- Zimonyi Panni, Julcsi osztálytársa – Somlai Edina
- Rita, Julcsi barátnője – Jávor Zsófia
- Virágh doktor, Etus udvarlója – Kézdy György
- László, mentőápoló, Ádám kollégája – Koroknai Géza
- dr. Szalóki Eszter, orvos, Ádám kollégája – Malek Andrea
- Öreg, mentőápoló, Ádám kollégája – Hável László
- Dessewffy Károly, kiállításszervező, Etus ismerőse – Makay Sándor
- erdélyi asszony – Zsurzs Kati
- építész – Nagy Zoltán
- Bandi, Julcsi barátja – Tímár Andor
- Klarissza, társasági hölgy, a Gábor-Juli szalon kuncsaftja – Incze Ildikó
- Karesz, orvos, Ádám barátja – Laklóth Aladár
- Gyula, műkereskedő, Etus ismerőse – Horváth Gyula
- Oli úr, fodrász, Juli kollégája – Bajor Imre
- Vera, gyerekfelvigyázó – Somogyi Gabriella
- Vica, manikűrös Juliék stúdiójában – Lengyel Kati
- dr, Nagy Éva, orvos, Ádám kollégája – Simorjay Emese
- Karakas Ágnes, építész – Földesi Judit
- Mr. Ryan, Vica nagybátyja – Tándor Lajos

Takácsék ismerősei:
- az erdőgazdaság vezetője, János főnöke – Ujlaky László
- Dénes bácsi, erdész, János kollégája – Kun Vilmos
- Magdi, stewardess, Alma barátnője – Bencze Ilona
- Hosszú Tamás, pilóta, Alma volt kollégája – Csernák János
- az erdőgazdaság vezetője, János főnöke – Ujlaky László
- Madarasi Bandi, üzletvezető, Lenke néni főnöke – Dobránszky Zoltán
- Marika, eladó, Lenke néni kollégája – Némedi Mari
- Főszerkesztő, Alma főnöke – Tóth Tamás
- Sipos Dezső, „Deziré”, Alma volt főnöke – Kovács István
- Klamár úr, brazíliai magyar, Taki bácsi utasa – Képessy József
- Klamárné – Ágh Éva
- Ágoston Erika, építészmérnöknő – Sajgál Erika
- Laci, Alma volt barátja és leendő főnöke – Epres Attila

Egyéb:
- Lilla, Sümeghy tanítványa és barátnője – Schubert Éva
- Lovas Viktor, ügyvéd – Mihályi Győző
- rendőrjárőr – Szabó Sipos Barnabás
- Zoltán, nőgyógyász – Nagy Sándor Tamás
- Manci, ószeres, Sümeghy ultipartnere – Báró Anna
- Lipp László atya – mint saját maga
- a jótékonysági koncerten fellépő művészek: Pitti Katalin, Simándy József, Melis György, Begányi Ferenc
- Böhm unokahúga – Miklai Mária

## A 4. évad fejezetei
| 1. | 71. fejezet | Bujtás János  | 1990. január 11.     |  |  |  |  |
| Feri észreveszi, hogy egy kis új lap botrányos cikket hoz le a Gábor-Juli szalonról, de kiderül, hogy a dehonesztáló cikket maga Gábor Gábor rendelte meg, mert a negatív reklám is reklám. Juli beleolvas Julcsi egyik levelébe, amit nem csak a lány kér ki magának, de Ádám és Etus is Juli ellen fordul. Etus befizet egy disznóvágásra, aminek a költségeit a lakásában rendezett műtermi kiállítás bevételéből kívánja fedezni. Jutkáék iskolájába politikai ejtőernyőst akarnak kinevezni második igazgatóhelyettessé. Hável tiltakozásul lemondana, a tanárok sztrájkot akarnak szervezni. János személyesen megy a tanácsra a telekkiutalásért, hogy elvigye a kerület illetékes hivatalába. Az erdőgazdaság igazgatója próbálja rábeszélni, hogy induljon az ő helyére kiírt pályázatot, de János nem akar íróasztal mögé kerülni. Almát munka ürügyén randevúra hívja a főnöke. Taki bácsi és Lenke néni egy defekt miatt késve érkeznek a fürdőbe, ahol már nem kapnak vacsorát, viszont újra végig kell menniük minden vizsgálaton, amit pár napja már elintéztek. Sümeghy sikertelenül próbálja rávenni Lillácskát, hogy költözzenek össze, pedig úgy mindkettőjük számára könnyebb lenne az élet.                        |             |               |                      |  |  |  |  |
| |             |               |                      |  |  |  |  |
| 2. | 72. fejezet | Horváth Ádám  | 1990. január 25.     |  |  |  |  |
| Taki bácsiék nagyon unatkoznak a fürdőben, ráadásul úgy érzik, a kezeléstől csak rosszabbul lesznek. Almának egyre jobban megy az újságíróskodás, bár úgy érzi, túl sok a téma, amit fel kellene dolgoznia. Jutkát nagyon felháborítja, hogy az iskola telefonvonalát elvették. Egy újságírónak elmeséli az iskolaigazgató-helyettesnek kinevezett pártfunkcionárius és az elvett telefon történetét, amiből az újságíró az utóbbit tartja érdekesebbnek. Julcsi, Etus és Virágh doktor egész napos disznóvágáson vesznek részt vidéken, közben Juli bejelenti Gábornak, hogy kilép a stúdióból, mivel nem hajlandó olyan helyen dolgozni, amiről botránycikkek jelennek meg a sajtóban, még ha az a cikk rendelésre is készült. Sümeghy és Lillácska egy meghitt estére készülnek az asszonynál, amikor bekopog Béla bácsi, mint népszámlálási biztos. A lakótelepen, éppen a Lantos utca 8-al szemközt új templomot kezdenek építeni, az illegális szemétlerakó helyén. |             |               |                      |  |  |  |  |
| |             |               |                      |  |  |  |  |
| 3. | 73. fejezet | Bujtás János  | 1990. február 8.     |  |  |  |  |
| Jutka beteg, ezért nem tudott dolgozni menni, de azért az iskolai hírek így is eljutottak hozzá: a leendő igazgatóhelyettest nem a tanács nevezte ki, hanem Hável azért, hogy igazgató maradjon. Taki bácsiék hazaérkeznek az 1 hónapos gyógykúrából. Az erdőben János fatolvajokat üldöz, a gyanú a pár héttel korábban szabályos mohaszedési engedélyt kérő romákra terelődik. Alma cikkét kritika érte, amit a lány igen nehezen visel annak ellenére, hogy János tanácsot ad neki, hogyan írjon az esetből egy újabb cikket. Etus a műteremkiállítására készül, de nincs megelégedve a szervezővel, mert mindent neki kell intéznie. Juli szinte már bánja, hogy kilépett a szalonból, azt tervezi, hogy visszamegy a régi munkahelyére. Közben van ideje Ádám és Eszter után kémkedni, de megnyugodva látja, hogy Eszternek udvarlója van. |             |               |                      |  |  |  |  |
| |             |               |                      |  |  |  |  |
| 4. | 74. fejezet | Horváth Ádám  | 1990. február 22.    |  |  |  |  |
| Gábor Gábor hetek óta küzdött az isiásszal addig, míg összeesett az utcán, és ekkor kiderült, porckorongsérve van és gyomorvérzése. Julinak megesik rajta a szíve, meglátogatja és besegít a szalonban is. Etusnak jól sikerül a kiállítása, meg tudja venni Julcsinak a lány új szobabútorát. Jutka megmondja a véleményét Havelnek az új igazgatóhelyettes kinevezése kapcsán, és ez a vélemény nem jó. Feriék nyomdáját eladják, és mindenki azon gondolkodik, hogy az embereket vajon megtartja-e az új tulajdonos? Jutka megpróbálja rávenni anyját, mégis adja el a nagy házat, mert így tudnának Ferinek venni egy szövegszerkesztőt. Lenke néni újra munkába áll a boltban, Taki bácsi cikkírás ürügyén kirándul Almával az elhagyatott turai kastélyhoz. Jánosék vaddisznó-hajtóvadászatot szerveznek, de orvvadászok ellopják a disznókat. János megpróbálja megállítani őket, de az egyik orvvadász lelövi őt. |             |               |                      |  |  |  |  |
| |             |               |                      |  |  |  |  |
| 5. | 75. fejezet | Horváth Ádám  | 1990. március 8.     |  |  |  |  |
| Ádámot a pályaudvarra hívják, ahol egy erdélyi asszonyt találnak a beteg gyerekével, akit azért hozott Pestre, hogy meggyógyíttassa. De a doktornál, akire hivatkozik az asszony, nem is hallott a gyerekről. Ádám az asszonyt Etusnál helyezi el éjszakára. Feriék megkapják a levelet az illetékről, amit az örökségük után fizetniük kellene, de elképzelésük sincs, honnan vesznek 2 héten belül 500 000 ft-ot. Az új igazgatóhelyettes, Bujáki, Jutkától kér tanácsot, mit csináljon, hogy az iskola befogadja, de a tanárnő nem tud és nem is akar neki tanácsolni semmit. János otthon lábadozik miután az erdőben meglőtték, Alma könyvből, de írógép nélkül próbál gépelni tanulni. Taki bácsi rájön, lopják a krumplijukat a pincéből és ezért Böhmöt teszi felelőssé. |             |               |                      |  |  |  |  |
| |             |               |                      |  |  |  |  |
| 6. | 76. fejezet | -Bujtás János | 1990. március 22.    |  |  |  |  |
| Julcsi rosszul tanul, Ádámnak az iskolába is be kell mennie miatta. Julcsi fűt-fát ígér, hogy javítani fog, de Juli nem hiszi el, és leteremti a lányát. Feriék nyomdája átalakul, újságíró barátját kirúgják, Géza bácsi másik nyomdába megy dolgozni. Jutka iskolabüfét szervez az iskolában, miután az egyik gyerek rosszul lett az éhségtől. Taki bácsinak fuvar közben egy utas elmeséli, hogyan jutott vaddisznóhúshoz. A hírt továbbadja Jánosnak, aki elképzelhetőnek tartja, hogy az esetnek köze van az ő meglövéséhez is. Taki bácsi járművezető-oktató szeretne lenni, de kiábrándul, amikor megtudja, hogy 6 hónapos tanfolyamon kellene részt vennie. |             |               |                      |  |  |  |  |
| |             |               |                      |  |  |  |  |
| 7. | 77. fejezet | Horváth Ádám  | 1990. április 5.     |  |  |  |  |
| Etusnál még mindig ott lakik az erdélyi asszony, de Etust ez egy kicsit sem zavarja. Julcsi nagyon szeretne elmenni kirándulni a barátjával, Bandival, ezért megvárja az apját este a mentőállomás előtt, hogy engedélyt kérjen. Ádám Esztert támogatva jön ki az épületből, mert a lánynak megrándult a bokája. Az autónál csókot váltanak, amit Julcsi is észrevesz. A Gábor-Juli szalonba váratlanul adóellenőr érkezik, de mindent rendben talál. Feri új állást keres, és ki is nézte magának azt a kis nyomdát, ahova Géza bácsi is átkérte magát. Az új helyen belebotlik régi kolléganőjébe, aki nagyon futott utána annak idején. Ez, és a kevesebb fizetés gondolkodásra készteti. Jutka meglátogatja Zoltán, a nőgyógyászt, ahol jó híreket kap a kisbabával kapcsolatban. János még mindig otthon lábadozik, és unalmában Böhmmel sakkozik. Közben az ablakból megnézik a helyi templom alapkőletételét, ami Böhmöt különösen érdekli, hisz papnak készült. Ám ez sem akadályozza meg benne, hogy a sakkozás közben iszogatott vodkától berúgjon. |             |               |                      |  |  |  |  |
| |             |               |                      |  |  |  |  |
| 8. | 78. fejezet | Bujtás János  | 1990. április 19.    |  |  |  |  |
| Jutkáék iskolájában bombariadó van, de szerencsére nem találnak bombát. Este Jutka különleges módon bevallja Ferinek, hogy gyereket vár. Lenke néni nagytakarít, de Taki bácsi javaslatára abbahagyja és inkább elmennek kirándulni, ahol összefutnak Julcsival és Bandival, akik éppen szintén kettesben kirándulnak, mert Etus nem ért rá. János és Alma örülnek, mert a háztervüket elfogadták, de az alapot nekik maguknak kell kiásniuk. Juli hasfájás miatt megvizsgáltatja magát Karesszal, aki rögtön randevút is kér tőle. Pechjükre egy olyan presszóba ülnek be, ahova Etus is betér erdélyi vendégével. Később telefonon Juli értésére adja, hogy látta őt Karesszal enyelegni. Böhmöt részegsége óta egyfolytában ugratja Sümeghy, amit a közös képviselő már meglehetősen un. |             |               |                      |  |  |  |  |
| |             |               |                      |  |  |  |  |
| 9. | 79. fejezet | Bujtás János  | 1990. május 3.       |  |  |  |  |
| Jutka megbeszéli Ferivel, hogy mivel kímélnie kell magát, lemond az igazgatóhelyettességről az iskolában. Ott persze nem örülnek a hírnek, mert így Bujáki lesz az egyetlen vezetőhelyettes. Ő viszont megunja, hogy nem bíznak benne és kifejti, hogy nem kell tőle félni, mert már megbánta, amit a múlt rendszerben tett. Taki bácsi elfelejtkezett a születésnapjáról, de a család nem. Tortával, ajándékokkal várják az öreget, aki aznap összefutott Dezirével, aki egy ígéretesnek látszó vállalkozásba akarja becsábítani: taxiján fuvarozzon pénzes külföldi magyarokat. Mágenheiméknél fagyos a levegő. Amióta Julcsi látta az apját Eszterrel, nem áll vele szóba. Juli továbbrandizgat Karesszel, ezt viszont Etus nem nézi jó szemmel. A szalonban fodrász nélkül maradnak, mert Mara úgy dönt, elege van Gábor megcsalásaiból és elhagyja őt. Böhm egy utcai árustól vesz gombát, de a gomba mérgezett volt, ezért Böhm kórházba kerül. Sümeghy bemutatja Lillácskát az ultipartnereinek. Kiderül, hogy az asszony kiválóan ultizik és megkopasztja a többieket. |             |               |                      |  |  |  |  |
| |             |               |                      |  |  |  |  |
| 10. | 80. fejezet | Horváth Ádám  | 1990. május 17.      |  |  |  |  |
| Zsuzsa, Jutka anyja végre döntésre jut, eladja a házat. Jutka még titkolja terhességét, de kiderül, az anyja mindent tud. Mara jelentkezik Julinál, és elmondja, miért is döntött úgy, hogy elhagyja Gábort. Juli szerint nem kellene olyan komolyan vennie Gábor flörtjeit, az csak játék. Mara más véleményen van, és megmondja a véleményét Julinak annak Karesszal folytatott viszonyáról is. Julcsit este, hazafelé menet megtámadják a lakótelepen, Sümeghy és Böhm sietnek a segítségére. Az eset miatt a ház lakói arra jutnak, hogy civil őrséget kellene szervezi a telepre. Alma és János veszekednek, mert egyikőjüknek sincs ideje az építkezéssel foglalkozni, de Taki bácsi magára vállalja a feladatot. Etus Józsi révén megismerkedik a műkereskedő Gyulával, aki először egy szegény asszonynak nézi őt, aki kényszerből adja el egyetlen értékes kerámiáját. |             |               |                      |  |  |  |  |
| |             |               |                      |  |  |  |  |
| 11. | 81. fejezet | Horváth Ádám  | 1990. május 31.      |  |  |  |  |
| Jutka iskolásai kirándulnak az erdőben, és közben segítenek az erdőgazdaságnak, összeszedik a szemetet. Feri közben már azon gondolkodik, hogy a félretett pénzéból színes tévét vesz. Lenke néni, Taki bácsi ellenkezése ellenére, ellvállalja, hogy segít Dezirének beindítani az idegenforgalmi vállalkozást. Taki bácsi a taxin külföldi magyarokat fuvaroz, akiket Lenke néni vendégül lát ebédre. Az első ebéd remekül sikerül a Brazíliába szakadt Klamár házaspárral. Ádám próbálja lebeszélni Jánost arról, hogy építkezzen, mert már több barátjának a házassága ráment erre. Később összefut Eszterrel és úgy tűnik, ő hajlandó lenne feleleveníteni a kapcsolatot, a lány nem. Juliék szalonjába új fodrászjelölt érkezik, Oli úr. Bár kiváló fodrász, meghökkentő és szokatlan viselkedése miatt nem tudják eldönteni, hogy alkalmazzák-e. Julcsinak kicsit jobban megy a matek, mióta Verával, a Flórára vigyázó egyetemistával gyakorol. Sümeghy azt állítja Böhmnek, hogy tud társakat szerezni egy jótékonysági dalesthez, de Böhm nem hisz neki. Amikor Lillácska átveszi a szervezést, Böhm már hajlandó hinni az est létrejöttében.                                                                                 |             |               |                      |  |  |  |  |
| |             |               |                      |  |  |  |  |
| 12. | 82. fejezet | Horváth Ádám  | 1990. június 14.     |  |  |  |  |
| A szalonban megjelenik Hermin és felajánlja Gábornak, hogy hozzámegy feleségül. A helyzetből a megjelenő Oli úr menti ki Gábort, aki így fel is veszi a fodrászt. Juli továbbra is találkozgat Karesszal, eldugott presszókban, de a férfinak ebből elege van, és válaszút elé állítja Julit. Julcsi azzal kacérkodik, hogy beiratkozik egy kungfu tanfolyamra, hogy megtudja védeni magát, ha legközelebb is megtámadják. A rendőrségen összeállítják az egyik támadója fantomképét, de nem fűznek sok reményt a megtalálásához. Taki bácsiék egyre jobban összebarátkoznak a Klamár házaspárral és egy közös üzlet ötlete is felmerül. Az építkezés lassan halad, mert a házhoz rendelt építőanyagokat ellopják, ráadásul János nem találja szimpatikusnak az építészmérnöknőt. Feriéknél megjelenik Janka néni, és elpanaszolja, hogy Zsuzsa nem hajlandó bankba tenni a házért kapott 8 millió forintot, hanem otthon tartja azt. Feriék aggódnak, mert az ő örökségük is ebben az összegben van, és ők új, nagyobb lakást akarnak venni. Megkezdődnek a próbák a helyi templom építésére szervezett jótékonysági koncertre. |             |               |                      |  |  |  |  |
| |             |               |                      |  |  |  |  |
| 13. | 83. fejezet | Bujtás János  | 1990. június 28.     |  |  |  |  |
| Julcsi és Etus nekivágnak és elmennek megnézni a Gyuláriumot, de útközben lerobban a Trabant, nem jutnak el odáig. Juli vidékre készül kozmetikusversenyre, legalábbis ezt mondja, valójában Karesszal akar eltölteni egy napot. Ádám konfliktusba keveredik egy kórházi orvossal, aki nem akarja felvenni az egyik betegét. A nehéz nap végén Eszterrel csókolózik és randevút beszélnek meg. Flóra belázasodik, ezért sem Ádám, sem Juli nem tud elmenni a randevújára. Feriék már le is akarják előlegezni az új lakást, amit kinéztek, ezért este Feri elmegy Zsuzsához, pénzért. Az asszony azonban nincs otthon, Janka néni pedig nem engedi be. Ezért másnap reggel Jutka veszi át a pénzt. Épp jókor, mert aznap betörnek a házba, és ellopják a 8 millió forintot. Takácsék úgy döntenek, beszállnak a Deziré és Klamár úr által szervezett üzletbe, még ha az zökkenőkkel is megy. |             |               |                      |  |  |  |  |
| |             |               |                      |  |  |  |  |
| 14. | 84. fejezet | Bujtás János  | 1990. július 12.     |  |  |  |  |
| Taki bácsi továbbra is lelkesen fuvarozza a külföldi magyarokat, Lenke néni pedig vendégül látja őket, de az elszámolás nem könnyű és ez el is veszi a kedvüket a vállalkozástól. János és Alma alig beszélnek, nincs idejük a munka és az építkezés mellett, amiből már mindkettőjüknek elege van. Ferit kihallgatják a rendőrségen az anyósától ellopott pénz miatt, amit ő úgy értelmez, hogy ő a vádlott. Ádám faképnél hagyja Esztert, amikor a lány nem hiszi el, hogy a beteg gyerek miatt nem ment el az orvos a randevúra. Juli alig várja az augusztust, amikorra beutalót kaptak, habár Gábor nem rajong az ötletért, mert akkor lenne a szalonban a csúcsszezon. Julcsi nagyon szereti a kungfu órákat és Bandival is újra járni kezdenek. Lezajlik a templom építésére szervezett jótékonysági koncert, a vártnál nagyobb sikerrel. |             |               |                      |  |  |  |  |
| |             |               |                      |  |  |  |  |
| 15. | 85. fejezet | Horváth Ádám  | 1990. július 26.     |  |  |  |  |
| Deziré váratlan vendéget hoz Taki bácsinak, aki még azt is elvállalja – mert Lenke néni nem hajlandó rá – hogy lecsót főz neki, de mire hazaérnek, Lenke néni már elkészült az ebéddel. Alma megkéri Dezirét máskor legalább egy nappal korábban jelentse be az új vendégeket és igényt tartanak a szerződésre is. Ádám és Eszter kibékülnek miután kiderül, csak a házinéni miatt nem kapta meg a lány Ádám levelét. Este Julcsi és Juli Etusnál alszanak, ami Julcsinak különösen tetszik. Ferinek és Jutkának helyszíni szemlén kell részt vennie, amin Janka néni ismét pedzegetni kezdi és célozgat rá, hogy szerinte Feri volt a tolvaj, vagy rajta keresztül került ki az információ a pénz hollétéről. Böhm bácsi belelendült a jótékonyságba, már azt tervezgeti, hogy jótékonysági focimeccset is szervez a templom javára. |             |               |                      |  |  |  |  |
| |             |               |                      |  |  |  |  |
| 16. | 86. fejezet | Horváth Ádám  | 1990. augusztus 9.   |  |  |  |  |
| Etus és Ádám a nyaralásra bevásárlás közben összefutnak Eszterrel. Etus szerint a lány nagyon csinos, és ez még problémákat fog okozni. Az is problémát okoz, hogy Juli 2 hétre otthagyja a szalont. Gábor megfenyegeti, hogy kirúgja, de Juli felhívja a figyelmét, hogy nem alkalmazott, hanem üzlettárs. János egy presszóban beszéli meg az építésznővel az építkezés részleteit. Alma meglátja őket és azt hiszi, a nő János barátnője, ezért este rossz hangulatban várja a férfit. Lenke néni is úgy tesz, mintha fáradt lenne, ezért nem megy el a férfiakkal kirándulni, ám leszökik a boltba, hogy segíthessen a nyári szabadságolások alatt. A nyomozás még mindig tart Jutka anyjánál, és nem várt fordulat következik be, mert kiderül, a ház vevőjének építésze egy jelentős priusszal rendelkező tolvaj. Böhm, Sümeghy és Lilla meg szeretnék nézni a jótékonysági koncert felvételét, de amikor Julcsi és Bandi beállítják nekik a készüléket, kiderül, hogy valahol elhagyták a videokazettát. |             |               |                      |  |  |  |  |
| |             |               |                      |  |  |  |  |
| 17. | 87. fejezet | Horváth Ádám  | 1990. augusztus 23.  |  |  |  |  |
| Ádámék nyaralnak, a nyaralás nagyon jól sikerül, úgy tűnik a pár megint közel került egymáshoz, és ennek Julcsi örül a legjobban. Amíg a család nyaral, Etus Józsi és Gyula segítségével kitakarítja a lakásukat. Takácsék megtudják, Klamár úr, az üzlettársuk meghalt, de akadhat helyette másik partner Wampetics úr személyében. Almát kirúgják a laptól, miután az új főszerkesztő izgalmasnak találja a témáit, de unalmasnak az írásait. Jánossal való kapcsolata egyre rosszabb lesz, mivel nem elárulja el neki, hogy arra gyanakszik, viszonya van az építésznővel és így János megmagyarázni sem tudja a helyzetet. Ebben a helyzetben jelentkezik Magdi, hogy bejelentse, őt, mint sikeres embert szeretné tanúnak közelgő esküvőjére. A Jutka anyjánál ellopott pénz ügyében még folyik a nyomozás, de csak addig jutnak, hogy bebizonyítják, az építész ujjlenyomata ott van a tett színhelyén. |             |               |                      |  |  |  |  |
| |             |               |                      |  |  |  |  |
| 18. | 88. fejezet | Bujtás János  | 1990. szeptember 6.  |  |  |  |  |
| Julcsi megtudja, Bandi 3 évre külföldre megy, emiatt nagyon szomorú. Este egy szerelemről szóló beszélgetés során szembesíti apját a ténnyel, hogy tud róla, hogy Eszter a barátnője. Vica, a stúdió új manikűröse nem veszi komolyan a munkát, emiatt sok gondot okoz Julinak. Etus bujkál Virágh doktor elől, annak házassága óta. Feri újságíró barátjával átrendezi a lakást, de az még így sem felel meg igazán egy kisbabával való élethez. János segítségével sikerül beazonosítani a vaddisznótolvajokat, ám Almával való kapcsolata nem akar helyre jönni. Alma bevallja a nagyapjának, hogy se állása, se pénze. Sümeghy felajánlja a segítségét Böhmnek, amikor az elpanaszolja, hogy a megemelkedett árak miatt megint ki fogják kapcsolni nála a villanyt, mert nem tudja fizetni. |             |               |                      |  |  |  |  |
| |             |               |                      |  |  |  |  |
| 19. | 89. fejezet | Bujtás János  | 1990. szeptember 20. |  |  |  |  |
| Ahogy közeledik a szülés, Feri egyre inkább aggódik, és félti Jutkát, bár látszólag semmi oka rá. Megjelenik Janka néni és felajánlja, hogy pár hónapra beköltözik a fiatalokhoz, hogy segítsen a baba körül, de visszautasítják. Hável nem tudja, kit nevezzen ki igazgatóhelyettesnek, Jutka Bujákit javasolja. Takácséknál leállt az idegenforgalmi biznisz, ráadásul Lenke néni szemét is újra kell műteni. Alma már hetek óta nem talál új állást, de most megkeresi őt régi barátja, Laci, aki felajánlja, legyen pultos a presszójában. Alma elvállalja, bár nincs hozzá sok kedve. A kapcsolatuk még mindig nem jött helyre Jánossal, de legalább állása lesz. Juliék stúdiójában az új manikűrös lány folyton késik, de Gábor nem veti a szemére, szemmel láthatóan kapcsolat van köztük. Juli rosszul lesz a szalonban, a kórházban kiderül, vakbele van és meg kell operálni. Az operációt Karesz végzi el. Etus újra kegyeibe fogadja Virágh doktort, bár kijelenti, hallani sem akarja a férfi válóperének részleteit. Sümeghy kétségbeesik, amikor Böhm közli, lemondja az újságokat és felszámolja az olvasószobát. |             |               |                      |  |  |  |  |
| |             |               |                      |  |  |  |  |
| 20. | 90. fejezet | Bujtás János  | 1990. október 4.     |  |  |  |  |
| Alma elkezdett dolgozni a presszóban, de egyelőre mindenki előtt titokban tartja. János kölcsönkért pénzből fizeti a mérnöknőnek a tartozását, de a pénz még így sem elég. Taki bácsi szállodának alkalmas helyet mutat Dezirének és Wampetics úrnak. Julit hazaengedik a kórházból, aminek nagyon örül, mert Karesz még ott is folyton udvarolt neki. Gábor bejelenti, hogy feleségül veszi Vicát, mert a lánynak gazdag nagybácsija van, és így vél kikerülni szorult anyagi helyzetéből. Feriélnél váratlanul megjelennek a munkatársai Ferenc-napot ünnepelni és Jutkánál még aznap megindul szülés, Taki bácsi szállítja be a kórházba. |             |               |                      |  |  |  |  |
| |             |               |                      |  |  |  |  |
| 21. | 91. fejezet | Bujtás János  | 1990. október 18.    |  |  |  |  |
| Jutka hazakészül a kórházból, amikor megjelenik Béla bácsi és tanácsot kér tőle, hogy visszavonuljon-e a tanítástól, vagy ne. Feri az utolsó pillanatban Taki bácsiék tanácsára, átrendezi a lakást. Jutka anyja éppen Juliék szalonjában fodrászoltatja magát, ahol kiderül, Jutka és a baba érkezésére készülődik, így Juli felajánlja Gábor Gábor videós szolgáltatásait a baba hazaérkezésének megörökítésére, ingyen. Alma egyik vendége a presszóban az építésznő, és Alma azt sejti, hamarosan János is megjelenik. Nem csalódik, János és a hölgy valóban a presszóban találkoznak, de Alma elbújik előlük. Továbbra is csak nagyapjának árulta el, hogy hol dolgozik. Jánosnak a sok adósságán kívül más baja is van, sehogy sem talál munkaerőt a gazdaságba, viszont meglepetésére kiderül, támadója egy korábbi erdőgazdasági dolgozó volt, nem is a legrosszabb. Böhm bevallja Sümeghynek, nagyon aggódik, mert meg kell operáltatnia a gyomrát. |             |               |                      |  |  |  |  |
| |             |               |                      |  |  |  |  |
| 22. | 92. fejezet | Bujtás János  | 1990. november 1.    |  |  |  |  |
| Feri nehezen viseli, hogy a kisbabától nem tudnak aludni éjjel, de azt még nehezebben, hogy anyósa folyton útban van és kéretlen tanácsokkal látja el őket. Taki bácsinak lejár a jogosítványa. Ez és a taxissztrájk miatt úgy dönt, többet nem taxizik. János és Alma még mindig haragban vannak, János kiköltözik az erdészházba, Alma pedig kényszerűségből bevallja Lenke néninek, hogy egy presszóban dolgozik. Józsi rosszul lesz a piacon, Etus kihívja Ádámot, aki kórházba viteti a zöldségest. Etus és Julcsi maradnak a standnál, Julcsi nem is bánja, mert így legalább sportol valamit, Etus úgyis szóvá tette, hogy túl kövér és lusta az utóbbi időben. Juli és az egész szalon kivonul, hogy megnézzenek egy új stúdiónak való helyet, Oli úrnak nem tetszik a hely és Julinak se, viszont Vica gazdag hongkongi nagybácsija lehet, hogy finanszírozná a költségeket. Böhm bácsi kórházba kerül a gyomrával, Sümeghy látogatja és felpanaszolja, hogy a hölgy – Böhm távoli rokona – aki most közös képviselőként tevékenykedik, terrorizálja a lakókat. |             |               |                      |  |  |  |  |
| |             |               |                      |  |  |  |  |
| 23. | 93. fejezet | Horváth Ádám  | 1990. november 15.   |  |  |  |  |
| Ádámnak semmi kedve elmenni a hongkongi nagybácsi tiszteletére szervezett vacsorára, de Juli nem ismer pardont. Ádám előérzete nem csal, az étteremben meglátja Esztert, aki egy fiatalemberrel vacsorázik. Julcsi kétségbe van esve, hogy hiába tanul, a jegyei mégsem javulnak, és arra gondol, vagy abbahagyja a gimnáziumot, vagy másik iskolát keres. Ferit arra kapacitálja Géza bácsi, hogy vegyen részt egy új tanfolyamon, volt főnöke pedig külföldre küldené dolgozni, de neki a család az első. Jutka nagyon örül, hogy kimarad az iskolai konfliktusokból, szívesebben pelenkázik otthon. Taki bácsi kiviszi Lenke nénit Jánoshoz az erdőbe, hogy beszéljenek vele. János meg is ígéri, hogy hazamegy, de amikor megjelenik az építésznő a pénzéért, ott marasztalja éjszakára. Almánál ellenőrzést tartanak a felügyelettől, de mindent rendben találnak. Böhmöt rövid pórázon tartja erélyes unokahúga. Sümeghynek ez nem tetszik, ezért megpróbálja rávenni Lillácskát, vállalja el a közös képviselőséget, de az asszonynak eszében sincs kilépni a butikból. |             |               |                      |  |  |  |  |
| |             |               |                      |  |  |  |  |
| 24. | 94. fejezet | Horváth Ádám  | 1990. november 29.   |  |  |  |  |
| János váratlanul megjelenik a presszóban, és megtudja, hogy Alma ott dolgozik. Megprobálja rávenni Almát, hogy üljenek le és beszéljék meg a dolgot, Alma hajlandó is rá, de nem a presszóban. Feri otthagyja a lapot, hogy több időt tudjon a családjával tölteni, Jutka pedig azon morfondírozik, hogy meg kellene tanulnia varrni, így olcsóbb lenne a babaruha. Juliék szalonja nem megy, a nagybácsi egyelőre csak viszi a pénzt és nem hozza. Ezért Juli azon gondolkodik, kilép onnan és otthon látja el a vendégeit. Julcsit felveszik egy közelebbi iskolába, aminek nagyon örül. Örömét csak az árnyékolja be, hogy egy diszkóban összeismerkedik egy fiúval, akiben a támadóját véli felfedezni. Sümeghy megharagszik Böhmre, mert az takarékosságból nem hagyja égve a villanyt a lépcsőházban. |             |               |                      |  |  |  |  |
| |             |               |                      |  |  |  |  |
| 25. | 95. fejezet | Bujtás János  | 1990. december 13.   |  |  |  |  |
| Feri levelet kap a feltételezett anyjától, Margitkától, hogy utazzon le hozzá Békésbe. Ott az asszony előáll a tervével: Feriék vegyék meg a házát úgy, hogy ő haláláig benne lakik, utána pedig költözzenek oda Feriék. Feri elutasítja az ajánlatot. Jutka megkéri Lenke nénit, mutassa meg neki, hogyan kell géppel varrni, Lenke néni pedig kölcsönadja a varrógépét. A boltban nyugdíjasok számára készítenek ajándék-segélycsomagokat ingyen, ami a dolgozóknak nem tetszik, ezért Lenke néni vállalja a munka oroszlánrészét és Taki bácsit is ráveszi, hogy taxiján ő hordja szét az ajándékot. Taki bácsinak Deziré és Klamár újabb idegenforgalmi üzletet javasol, vidéki és külföldi emberek összeismertetésében számítanak Takácsékra. Taki bácsi ebben nem szívesen vesz már részt. Alma és János úgy tűnik, végleg szakítottak, János már haza sem jár, az erdészházban alszik. Ádám bevallja Etusnak, lehetősége lenne egy 1 éves kanadai ösztöndíjra, de nem tudja, hogy menjen, vagy maradjon. Juli kétségbe van esve, mert Gábor Gábor tőzsdézni kezdett és fél, hogy minden pénzüket elvesztik. Julcsit hazafelé menet megállítja a fiú, akiről a diszkóban kiderült, ő volt Julcsi támadója, a lány rettegve elfut. |             |               |                      |  |  |  |  |
| |             |               |                      |  |  |  |  |
| 26. | 96. fejezet | Horváth Ádám  | 1990. december 27.   |  |  |  |  |
| Karácsony valahogy egyik családban sem telik vidáman. Ádámot lelombozza, hogy zsinórban öngyilkosjelöltekhez kell mennie, Juli unja, hogy Gábor egyre újabb stúdiónak való helyszíneket nézet meg vele, ráadásul az egyiken egy építésznő fogadja őket, mint társtulajdonos, de Juli nem ismeri fel benne Karakas Ágnest, Ádám korábbi zaklatóját, se a nő nem ismeri fel őt. Etus megőrül Virágh doktortól, aki egyre szórakozottabb, Julcsi pedig aggódik, hogy ha apja elutazik, akkor szétszakad a család. Taki bácsi egy csomagot talál a fa alatt, amiről kiderül, hogy Alma szánta Jánosnak, de a férfi nem ment haza még karácsonyra sem. Ezért elhatározza, elviszi neki az erdészházba. Fuvarosnak Lacit, a főnökét kéri meg. Amikor odaérnek, látják, hogy János és az építésznő meghitten beszélgetnek – legalábbis messziről úgy tűnik, pedig valójában veszekednek. Alma Lacit kéri meg, hogy adja át a csomagot Jánosnak. Vágásiéknál Jutka lelkesen varrja a babaruhákat, amikor beállít Janka néni, és közli, eladja a házát és odaköltözik Zsuzsához. Böhm bácsi sem vidám, nagyon fél tőle, hogy ez a szilveszter lesz az életében az utolsó.                                                                        |             |               |                      |  |  |  |  |

## Forrás
- Szomszédok az Internet Movie Database oldalon (angolul)
- A sorozat epizódjai